# Albano Langa
Albano António Langa (Lourenço Marques, Moçambique, 2 de Fevereiro de 1965. Actualmente reside no bairro de Khongolote. Artista plástico moçambicano, mais conhecido como Blanga.
Começou a pintar em 1986 pintando a tinta da China sobre pano cru. Em 1988, quando teve uma bolsa para frequentar a Politécnica Industrial na RDA, com vários artistas alemães aprendeu várias técnicas e participou em vários workshops com búlgaros, checos, polacos e vietnamitas.
Em 1992, frequenta um curso de pintura e decoração em Katlehong – Art Centre na África do Sul. 1995, depois de ter sofrido um acidente que o paralisou durante dois anos, inicia-se na pintura com aguarelas no Arco Íris, com mestre Noel Langa.
Tem participado em Workshops e exposições colectivas em Moçambique, África do Sul, Portugal e possui várias obras por esse Mundo fora adquiridas por personalidades políticas, diplomáticas e empresariais. Desde 1996, mantêm uma correspondência com o mestre David Thorp da South London Gallery. No ano 2000, em coordenação com Associação Kulaia, organizou uma exposição a favor das mulheres vítimas das cheias em Moçambique no Instituto de Camões.
Em 2001 participa nos Workshops das pinturas unidas em Portugal onde foi consagrado (cavalheiro da amizade sem fronteira).
Participa em workshop de Cerâmica e pintura de óleo no azulejo em Tomar – Portugal.
Em 2001 faz a sua primeira Exposição Individual (O Encanto do Amor Precavido I) acompanhado pelas poesias do início da sua sensibilização contra o mau relacionamento sexual.
Em 2002 inicio da construção da Residência e Atelier –Escola.
Cria as obras e mensagens de sensibilização e combate ao mau comportamento sexual com os títulos “ O Encanto do Amor Precavido, Rompe o Silêncio, Brinde do Amor, O Encanto dos Namorados, a Fidelidade e a Orfandade”.
Em 2005 sua maior obra de sensibilização em óleo sobre tela (O Encanto do Amor Precavido II) é adquirido pela Industria Mozal para sensibilizar os seus milhares de trabalhadores e massa social.
Em 2006 faz as decorações, com as suas obras, na sala VIP da Assembleia da República.
Em 2007 faz as decorações nas salas de espera e nos corredores da Assembleia da República. Suas obras são compradas pela residências da Assembleia e são oferecidas as personalidades visitantes.
Exemplos: Presidente da África do Sul Thabo Mbeki, Rei da Suazilândia Mswati III, Rainha da Suazilândia, Ex.Primeiro Ministro português Durão Barroso e o Primeiro Ministro Chinês.

## Exposições e Workshops do Artista
1988 começa a pintar com vários artistas na Alemanha, em Shiverim (Nemmashine Werk)
1989 Workshop em Rostock na RDA e uma exposição colectiva de Frends Chaft (Mensão Honrosa).
1992 Workshop e pintura de mural em Germistion-África do Sul.
1997 workshop com um artista holandês no CCFM – Centro Cultural Franco Moçambicano.
1997 Exposição “Descobertas” no CEB – Centro dos Estudos Brasileiros.
1997 Exposição do Fim do Ano no Núcleo D`arte em Maputo.
1998 Exposição Colectiva alusiva ao dia da Matola.
1998 Exposição do Festival Mundial da Juventude em Setúbal / Portugal.
1998 Exposição Semi-Individual de Pintura/Escultura alusiva ao Dia Internacional contra a Sida.
1999 Exposição do Dia da Matola a convite do Município local.
1999 Exposição Semi-Individual de Pintura/Cerâmica no Arte-Bar em Maputo.
1999 Anua Musart no Museu Nacional de Arte.
2000 Exposição colectiva a favor das Mulheres vítimas das Cheias no Instituto de Camões – CCP.
2000 Exposição Semi-Colectiva de Cerâmica / Pintura no Banco de Investim. De Moçambique.
2000 Festival Mundial das Pinturas Unidas em Portugal.
2000 Exposição no Clube Tomarense em Portugal.
2000 Exposição Colectiva na Galeria 57 em Leiria / Portugal.
2000 Exposição Colectiva na Galeria do Centro Comercial das Amoreiras – Portugal.
2001 1ª Exposição Individual (O Encontro do Amor Precavido I)
2002 2 ª Exposição Individual (O Encontro do Amor Precavido II)
2003 Workshop Colectiva na Galeria Chissano.
2004 Workshop com artistas vietnamitas na Residência do Artista (futuro Atelier Escola)’
2005 Exposição Individual “ O Encanto do Amor Precavido III” no Hotel Avenida – Maputo.
2006 Exposição Colectiva no Museu da Revolução coordenado pela Mozal,
2007 Exposição Individual no Centro de Conferências Joaquim Chissano coordenado pela Assembleia da República.
2008 Exposição Permanente no Hotel Vip.
2008 Exposição Individual "O Encanto do Amor Precavido IV" no Clube Naval – Maputo
2009 Exposição Individual "O Encanto do Amor" na Mediateca do BCI em Maputo
2008 Exposição Permanente na SofaCity.
2009 Lançamento do Projecto "Não Paredes Nuas" no Maputo Shopping Centre em Moçambique